# Gedeon Burkhard

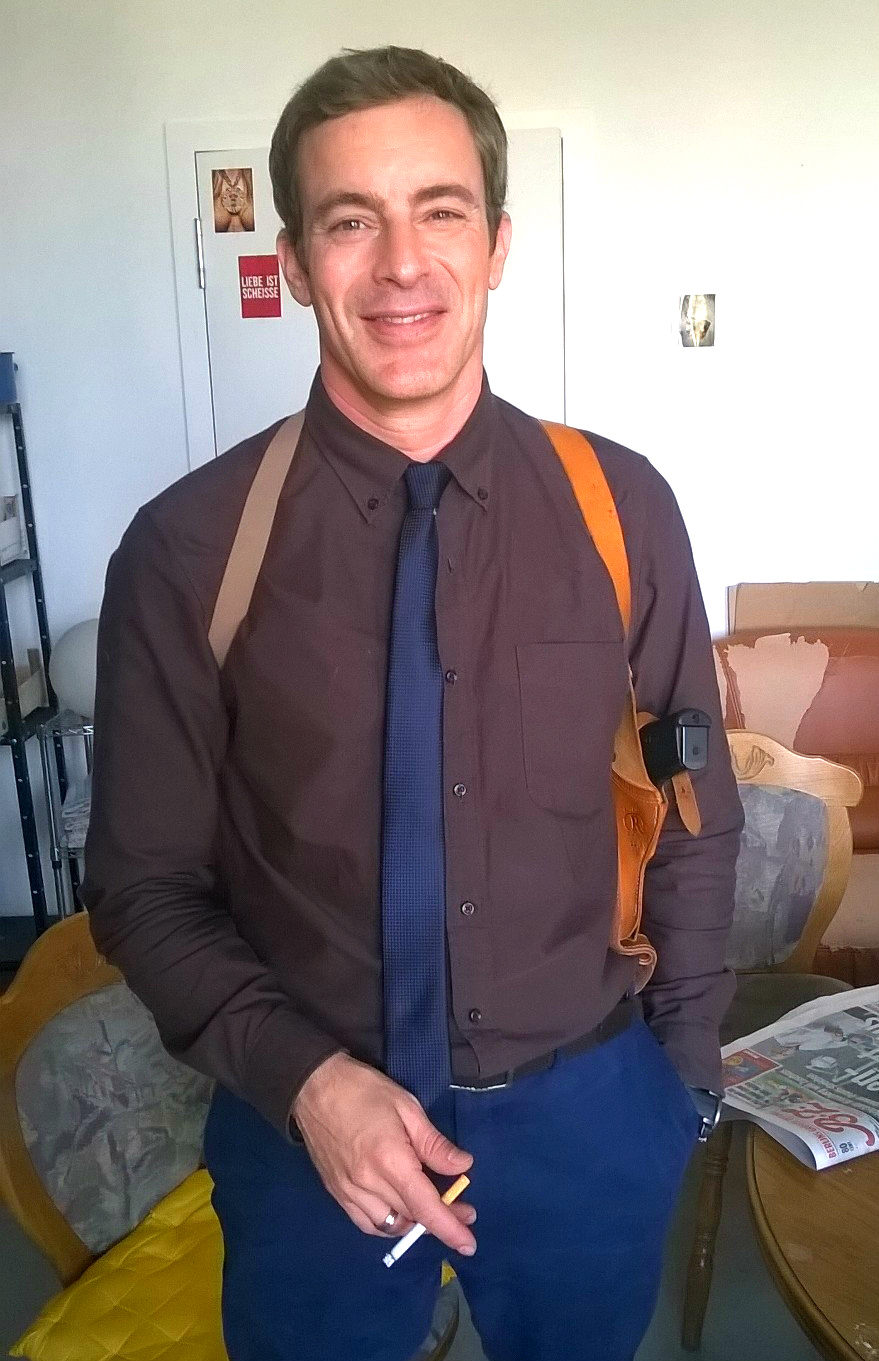

Gedeon Burkhard (3 de julho de 1969) é um ator de cinema e televisão alemão. Embora tenha aparecido em vários filmes e séries de televisão na Europa e nos Estados Unidos, ele provavelmente é melhor reconhecido por seu papel como Alexander Brandtner na série televisiva Kommissar Rex (1998-2001), que foi exibido na televisão de muitos países ao redor do mundo. Em 2009,Burkhard participou do filme Bastardos Inglórios,filme dirigido por Quentin Tarantino.